# Französische Meisterschaften im Skispringen 2017
Die französischen Meisterschaften im Skispringen 2017 fanden zweigeteilt am 22. und 23. Juli sowie am 21. Oktober in Chaux Neuve und Courchevel statt. Ursprünglich hätten die Meisterschaften zum Abschluss des Winters 2016/17 am 1. und 2. April stattfinden sollen, doch machten ungünstige Wetterbedingungen eine Absage notwendig. Die Männer sprangen auf der mit Matten belegten Großschanze La Côte Feuillée, wohingegen die Frauen ihren Wettkampf von der Normalschanze Tremplin du Praz abhielten.
Bei den Männern holte Paul Brasme seinen ersten französischen Meistertitel, während Lucile Morat bereits zum zweiten Mal Meisterin wurde. Beim Teamspringen gingen das Team Mont Blanc I aus dem Département Haute-Savoie  (Region Auvergne-Rhône-Alpes) siegreich hervor. Als assistierender Wettkampfleiter fungierte der ehemalige Nordische Kombinierer Sébastien Lacroix.

## Austragungsort
| Schanze          | Bild             | Ort         | Land       | Baujahr               | Hillsize | K-Punkt |
| ---------------- | ---------------- | ----------- | ---------- | --------------------- | -------- | ------- |
| La Côte Feuillée | La Côte Feuillée | Chaux-Neuve | Frankreich | 1989 (2012 erweitert) | 118 m    | 106 m   |
| La Côte Feuillée | La Côte Feuillée | Chaux-Neuve | Frankreich | 1989 (2012 erweitert) | 060 m    | 057 m   |
| Tremplin du Praz | Tremplin du Praz | Courchevel  | Frankreich | 1992                  | 096 m    | 090 m   |

## Programm und Zeitplan
Die Meisterschaften der Männer fanden gemeinsam mit jenen der Nordischen Kombinierer statt.  Darüber hinaus wurden in Chaux-Neuve Einweihungssprünge von der Mittelschanze (HS 60) in Juniorenwettkämpfen abgehalten. Diese gewannen Mathis Contamine und Emma Tréand. Das Einzelspringen der Frauen wurde im Rahmen des Finals der nationalen Wettkampfserie Samse National Tour ausgetragen. Es liegt lediglich für den ersten Teil der Meisterschaften ein detaillierter Zeitplan vor:
| Datum            | Uhrzeit                | Ereignis                      | Ort                          |
| ---------------- | ---------------------- | ----------------------------- | ---------------------------- |
| Fr., 21. Juli    | 14:00                  | Freies Training               | La Côte Feuillée HS 118 & 60 |
| Sa., 22. Juli    | 09:30                  | Freies Training               | La Côte Feuillée HS 118 & 60 |
| Sa., 22. Juli    | 11:40                  | Kommissionssitzung            | Rotunde                      |
| Sa., 22. Juli    | 13:30                  | Offizielles Training Junioren | La Côte Feuillée HS 60       |
| Sa., 22. Juli    | 14:30                  | Erster Durchgang Junioren     | La Côte Feuillée HS 60       |
| Sa., 22. Juli    | anschließend (+20 min) | Finaldurchgang Junioren       | La Côte Feuillée HS 60       |
| Sa., 22. Juli    | 17:00                  | Offizielles Training Männer   | La Côte Feuillée HS 118      |
| Sa., 22. Juli    | 18:15                  | Erster Durchgang Einzel       | La Côte Feuillée HS 118      |
| Sa., 22. Juli    | anschließend (+20 min) | Finaldurchgang Junioren       | La Côte Feuillée HS 118      |
| Sa., 22. Juli    | 19:00                  | Pasta Party                   | Zirkuszelt                   |
| Sa., 22. Juli    | 22:00                  | Preisverleihung               |                              |
| So., 23. Juli    | 09:00                  | Probedurchgang Team           | La Côte Feuillée HS 118      |
| So., 23. Juli    | 10:00                  | Erster Durchgang Team         | La Côte Feuillée HS 118      |
| So., 23. Juli    | anschließend (+20 min) | Finaldurchgang Team           | La Côte Feuillée HS 118      |
| So., 23. Juli    | 12:00                  | Preisverleihung               |                              |
| Sa., 21. Oktober |                        | Einzelspringen Frauen         | Tremplin du Praz HS 96       |
| Sa., 21. Oktober | Preisverleihung        |                               |                              |

## Ergebnisse

### Frauen Einzel
Das Einzelspringen der Frauen fand am 21. Oktober 2017 in Courchevel statt. Es nahmen 13 Athletinnen teil, wobei mit Evelyn Insam aus Italien eine Springerin außer Konkurrenz startete. Während der erste Durchgang komplett aus der 16. Startluke durchgeführt wurde, wurde der Anlauf vor den letzten beiden Springerinnen Léa Lemare und Lucile Morat um zwei Luken verkürzt. Hierfür wurden beiden Athletinnen 9,2 Punkt gutgeschrieben. Meisterin wurde die 16-jährige Lucile Morat.
| Platz | Name               | Verein            | Weite 1 | Weite 2 | Punkte |
| ----- | ------------------ | ----------------- | ------- | ------- | ------ |
| 01.   | Lucile Morat       | CS Courchevel     | 094,0 m | 093,0 m | 250,2  |
| 02.   | Léa Lemare         | CS Courchevel     | 090,5 m | 093,0 m | 241,7  |
| 03.   | Romane Dieu        | CS Courchevel     | 092,5 m | 087,5 m | 219,5  |
| 04.   | Joséphine Pagnier  | RC Chaux-Neuve    | 083,0 m | 088,0 m | 202,0  |
| 05.   | Océane Paillard    | Olympic Mont d’Or | 087,0 m | 083,5 m | 201,0  |
| 06.   | Océane Avocat Gros | ASPTT Annemasse   | 086,0 m | 084,5 m | 200,5  |
| 07.   | Julia Clair        | SC Xonrupt        | 087,5 m | 081,0 m | 193,5  |
| 08.   | Evelyn Insam       | GS Fiamme Gialle  | 083,0 m | 082,5 m | 193,0  |
| 09.   | Coline Mattel      | CS Courchevel     | 081,0 m | 077,5 m | 175,0  |
| 10.   | Léna Brocard       | US Autranaise     | 077,0 m | 080,0 m | 169,5  |
| 11.   | Marine Bressand    | CS Chamonix       | 076,5 m | 073,5 m | 153,0  |
| 12.   | Emma Tréand        | Olympic Mont d’Or | 069,0 m | 068,5 m | 125,0  |
| 13.   | Emma Rougeron      | SC Contamine      | 064,5 m | 065,0 m | 109,5  |

### Männer Einzel
Beim Einzelspringen der Männer vom 22. Juli waren 41 Athleten, darunter vier außer Konkurrenz startende Schweizer, gemeldet, doch gingen deren sieben nicht an den Start. Beide Durchgänge fanden aus der Startluke 17 statt.
| Platz | Name                     | Verein            | Weite 1 | Weite 2 | Punkte |
| ----- | ------------------------ | ----------------- | ------- | ------- | ------ |
| 01.   | Killian Peier            | SC Vallée de Joux | 109,5 m | 110,5 m | 241,9  |
| 02.   | Paul Brasme              | US Ventron        | 111,0 m | 109,0 m | 239,4  |
| 03.   | Vincent Descombes Sevoie | CS Chamonix       | 108,0 m | 110,5 m | 237,7  |
| 04.   | Olan Lacroix             | Les Diablerets    | 106,0 m | 105,5 m | 226,1  |
| 05.   | Maxime Laheurte          | Gérardmer SN      | 101,5 m | 109,0 m | 221,8  |
| 06.   | Jonathan Learoyd         | CS Courchevel     | 103,5 m | 106,5 m | 220,9  |
| 07.   | Thomas Roch Dupland      | SC Saint-Gervais  | 104,5 m | 105,5 m | 220,4  |
| 08.   | Laurent Muhlethaler      | Prémanon SC       | 103,5 m | 104,0 m | 214,4  |
| 09.   | Mathis Contamine         | CS Courchevel     | 099,0 m | 103,5 m | 204,4  |
| 10.   | Alessandro Batby         | CS Courchevel     | 100,0 m | 103,5 m | 204,2  |
| 11.   | Edgar Vallet             | CSR Pontarlier    | 098,0 m | 103,0 m | 202,2  |
| 12.   | Naokin Jacquel           | Gérardmer SN      | 101,0 m | 098,5 m | 196,5  |
| 13.   | Antoine Gérard           | US Ventron        | 099,0 m | 098,0 m | 194,0  |
| 14.   | Jason Lamy Chappuis      | SC Bois d’Amont   | 094,0 m | 102,5 m | 191,6  |
| 15.   | Thomas Spenner           | Gérardmer SN      | 098,0 m | 098,0 m | 191,2  |

### Team
Das Teamspringen fand zum Abschluss der Meisterschaften am 23. Juli statt. Es waren sechs Teams am Start. Mit einem Vorsprung von weniger als einen Punkt gewann das Team Mont Blanc.
| Platz | Team       | Namen                                                                       | Punkte | Gesamt |
| ----- | ---------- | --------------------------------------------------------------------------- | ------ | ------ |
| 01.   | Mont Blanc | Vincent Descombes Sevoie François Braud Brice Ottonello Thomas Roch Dupland |        | 946,5  |
| 02.   | Vosges I   | Antoine Gérard Maxime Laheurte Naokin Jacquel Paul Brasme                   |        | 945,6  |
| 03.   | Jura I     | Jason Lamy Chappuis Adrien Caron Edgar Vallet Laurent Muhlethaler           |        |        |
| 04.   | Savoie     | Alessandro Batby Jonathan Learoyd Tim Bernoud Mathis Contamine              |        |        |
| 05.   | Vosges II  | Loïc Didier Lilian Vaxelaire Thomas Spenner Nicolas Didier                  |        |        |
| 06.   | Jura II    | Maël Tyrode Tom Balland Gaël Blondeau Hugo Buffard                          |        |        |